# Kukljić vára
Kukljić vára egy középkori várhely Horvátországban, a Lika-Zengg megyei Gospićhoz tartozó Kukljić határában.

## Fekvése
A Gospićtól délkeletre, a Likai karsztmező délkeleti részén, a Velebit-hegység alatt, Kukljić település Vuletići nevű részén a Lika-folyó mellett magasodó 612 méter magas dombon találhatók.

## Története
A várról nincsenek írott források, csak Mercator térképén van ábrázolva „Cuiec” néven Počitelj és Raduč között. A település birtokosai és a vár legvalószínűbb építői a Mogorović nemzetség Kukljić nevű ágából származnak. Az ismert horvát író és történész Ivan Devčić a várat Bartak gradnak nevezi, mivel úgy véli, hogy a várat Fráter György nagybátyja, Utješinović Bartak emeltette, miután lemondott a Skradin térségében, a Krka-folyó völgyében lévő, a család után Utješinović gradnak is nevezett Kamicsác várának és birtokának irányításáról fivére, Gregor (Fráter György apja) javára, majd átköltözött Likába.

## A vár mai állapota
A vár egy nagyjából kelet-nyugati irányú, hosszúkás, sziklás domb nyugati végét foglalja el.
A megmaradt maradványok azt mutatják, hogy a vár, csakúgy, mint Lika néhány másik vára, egy kerek toronyból (amelyet 1 m magasságban megőriztek és juhakolként használtak), valamint a tornyot körülvevő falból állt. Ebből a falból csak az alapokat őrizték meg olyan mértékben, hogy egészen biztonságos nyomon követni, hogy eredetileg hol volt a fal. Ez a fal valószínűleg összeépült az északnyugati oldalon levő toronnyal, így természetes akadályt képezett az észak felől álló sziklával, amelyre a tornyot építették. A környező fal ezen északnyugati sarkában valószínűsítik egy kisebb torony vagy egy kisebb épület létezését. A sziklaárok északi végében, egy másfélszer másfél méteres süppedés látható, ami esetleg egy kaput védő torony maradványa lehet. A sziklaárok keleti oldalán falnyomok nem találhatók, de lépcsős terepe, megengedi annak a feltételezését, hogy ezt a részt, valamiféle palánkkal erősíthették.